# Ioan Joldea
Ioan Joldea fut un prétendant au trône de Moldavie du 4 au 12 septembre 1552. En principauté de Moldavie la monarchie était élective, comme en Pologne, Transylvanie et Valachie voisines, et le prince (voïvode, hospodar ou domnitor selon les époques et les sources) était élu par et parmi les boyards : pour être nommé, régner et se maintenir, il s'appuyait fréquemment sur les puissances voisines, habsbourgeoise, polonaise ou ottomane.

## Biographie
Après le meurtre de son fils Ștefan VI Rareș le 1er septembre 1552, la princesse Elena Branković, veuve de Pierre IV Rareș, favorise, pour préserver l’avenir de son dernier enfant Constantin âgé d’un dizaine d’années,   l’accession au trône à Ioan Joldea qui exerçait la fonction de « Grand Écuyer » sous les règnes précédents, en lui offrant la main de sa fille Ruxandra. Joldea n’appartient pas à la famille princière ni même à l'aristocratie, mais le grand Vornic (premier ministre) Gavril Movilă et l’hetman (général en chef) Ion Sturdza acceptent cette solution.
Au même moment « Pierre l’écuyer », le futur Alexandru Lăpușneanu, fils illégitime de Bogdan III l'Aveugle qui est le candidat au trône des polonais soutenu par le magnat Sieniawski de Belz rassemble une troupe de 400 partisans et entre en Moldavie le 4 septembre 1552. Le roi de Pologne Sigismond II Auguste donne son aval à cette entreprise et « Pierre l’écuyer » se fait élire et sacrer prince à Hârlău.  
Dès l’entrée de cette troupe en Moldavie les partisans de Joldea se dispersent et les boyards qui le soutenaient rejoignent le camp d’Alexandru IV Lăpușneanu qu’ils reconnaissent comme prince. Avant le 12 septembre Joldea est capturé au village de Sipote et quelques jours plus tard, comme la princesse Elena Branković et son fils, il est livré à l’Alexandru IV Lăpușneanu  qui fait son entrée à Suceava.
Le prince Alexandru IV Lăpușneanu pardonne à tous les boyards qui avaient pris le parti de celui que l’on qualifie à présent d’usurpateur. Ce dernier est amputé du nez et contraint de prendre la robe monacale dans un monastère, où il finit ses jours à une date inconnue et y est inhumé.

## Sources
- Grigore Ureche Chronique de Moldavie. Depuis le milieu du XIVe siècle jusqu'à l'an 1594 Traduite et annoté par Emile Picot Ernest Leroux éditeur Paris 1878. Réédition Kessinger Legacy Reprints  (ISBN 9781167728846) p. 377-381.
- (ro) Constantin C. Giurescu & Dinu C. Giurescu, Istoria Românilor Volume II (1352-1606), Editura Ştiinţifică şi Enciclopedică, Bucureşti, 1976.
- Jean Nouzille La Moldavie, Histoire tragique d'une région européenne, Ed. Bieler,  (ISBN 2-9520012-1-9).